# ダニー・ヌンク
ダニー・アシル・ヌンク・チュンク（Dany Achille Nounkeu Tchounkeu 、1986年4月11日 - ）は、カメルーン・ヤウンデ出身の元プロサッカー選手。元カメルーン代表。現役時代のポジションは、ディフェンダー。

## 経歴
世代別代表では、フィンランドで開催された2003 FIFA U-17世界選手権にカメルーン代表の一員として参加した。
2004年11月、ヴィンフリート・シェーファー監督が初めてヌンクをA代表に招集した。2014 FIFAワールドカップではグループリーグのブラジル戦とクロアチア戦に出場した。

## 代表歴

### 出場大会
- カメルーン代表
  - 2014 FIFAワールドカップ

### 試合数
- 国際Aマッチ 18試合 0得点（2010年-2014年）[3]

| カメルーン代表 | 国際Aマッチ | 国際Aマッチ |
| 年             | 出場        | 得点        |
| -------------- | ----------- | ----------- |
| 2010           | 1           | 0           |
| 2011           | 3           | 0           |
| 2012           | 2           | 0           |
| 2013           | 6           | 0           |
| 2014           | 6           | 0           |
| 通算           | 18          | 0           |

## タイトル

### クラブ
ガラタサライ
- スュペル・リグ: 2012-13
- TFFスュペル・クパ: 2012,2013

アクヒサル・ベレディイェスポル
- テュルキエ・クパス: 2017-18
- TFFスュペル・クパ: 2018